# Parlaxfjärden
Parlaxfjärden (finska: Parlahti) är en vik i Finland. Den ligger i Pyttis i landskapet Kymmenedalen, i den södra delen av landet, 100 km öster om huvudstaden Helsingfors.